# غوستاف هنريك رالف فون كونيغزفالد
كان غوستاف هنريك رالف (يُشار إليه في معظم الأحيان، جي. إتش. آر.) فون كونيغزفالد (13 نوفمبر 1902 – 10 يوليو 1982) عالم مستحاثات وجيولوجي، أجرى بحثًا عن أشباه البشر، ومن ضمنهم الإنسان المنتصب. أدت اكتشافاته ودراساته حول مستحاثات أشباه البشر في جاوة ودراساته حول مستحاثات أخرى مهمة في جنوب شرق آسيا، إلى ترسيخ سمعته كأحد شخصيات القرن العشرين البارزة في علم المستحاثات.

## سيرة ذاتية
ولد فون كونيغزفالد في برلين خلال فترة من الاهتمام المكثف والنمو المتسارع في مجال دراسة التطور. بدأ بجمع المستحاثات الفقارية حين كان في سن الخامسة عشرة وذلك حين حصل على ضرس كركدن خلال رحلة إلى قرية ماور في ألمانيا. درس لاحقًا الجيولوجيا وعلم المستحاثات في برلين وتوبنغن وكولونيا وميونخ.

### جاوة
كان لمُعلّم فون كونيغزفالد، فيرديناند بروالي صلات جيدة مع الجيولوجيان الهولنديان كارل مارتن ورينوت ويلم فان بيملن. انضم فون كونيغزفالد من خلال هذه الصلات إلى المسح الجيولوجي لجاوة كعالم مستحاثات في أواخر عام 1930. بدأ مسحًا منهجيًا للبلاد، بتمويل جزئي من مؤسسة كارنغي. قدم فون كونيغزفالد اكتشافاته الأكثر أهمية في هذه المنطقة من آسيا، بين شهر يناير من عام 1931 وعام 1941. في سن 33 عامًا، أعلن عن اكتشاف قبة قحف قاصر من مدينة موجوكيرتو ونسبها إلى إنسان جاوة (بيثكانثروبوس إريكتوس). انتُقد هذا التشخيص من قِبل عالم المستحاثات المرموق أوجان دوبوا، لكن فون كونيغزفالد لم يغير تشخيصه. بين عامي 1937 و1941، ظهرت من جاوة مجموعة من العينات المهمة التي تعود إلى فصيلة القردة العليا. أحضر أحد مساعدي كونيغزفالد قطعة من جمجمة إنسان جاوة عام 1937. لسوء الحظ، قُدم عرض إلى السكان المحليين وهو دفع مبلغ مالي مقابل إيجاد قطع أخرى من الأحفوريات، مما دفعهم إلى تكسير العينات التي وجدوها إلى شظايا للحصول على مال إضافي. كان أول قحف جمجمة مُكتشف في سانغيريا عبارة عن نسخة طبق الأصل لقحف إنسان جاوة الذي اكتشفه دوبوا. كانت هناك أحفوريات أخرى مشهورة تتضمن الفك السفلي سانغيري بي، وسانغيري 4 التي هي عبارة عن الفك العلوي المشهور ذو فرْق الأسنان الأمامي، والفكين المكتشفين في عامي 1939 و1941 اللذان نسبهما فون كونيغزفالد إلى إنسان جاوة العملاق.
قاده عمله على أحفوريات جاوة الوسطى، تحديدًا من موقع سانغيريا، لزعم أنه يمكن نسب البقايا الثديية في المنطقة إلى مستويات العصر البليستوسيني (العصر الحديث الأقرب) الثلاثة جميعها. ظهرت جميع الأحفوريات العائدة لإنسان جاوة من ثلاث مجموعات كبيرة من الأُدُم:
- تكوين البيوكانان، أديم موقع جيتس، يعود إلى العصر البليستوسيني الأول،
- تكوين الكابوه، أُدُم موقع ترينيل، تعود إلى العصر البليستوسيني الأوسط،
- وأُدُم ناندونغ، تعود إلى العصر البليستوسيني المتأخر.

أشار فون كونيغزفالد إلى أن اكتشافات الأحفوريات هذه واكتشافات أخرى منذ عام 1917 أكدت فكرة القرن التاسع عشر القائلة بأنه كان للبشر سلف ذو دماغ حديث وفك قرد، وأشار في الحقيقة إلى العلاقة المعاكسة. تُحفظ أحفوريات جاوة حاليًا في متحف سينكنبرغ بدعم مالي من مؤسسة فيرنر ريمرز في بلدة باد هُمبورغ.
في عام 1937، استضاف فون كونيغزفالد عالم المستحاثات فرانز فيدينريتش في زيارة له إلى جاوة لفحص مواقع الاكتشاف الأخير. أيضًا في عام 1937، أصبح فون كونيغزفالد مواطن هولندي. في عام 1938 أعلن فون كونيغزفالد وفيدينريتش مع بعضهما اكتشاف جمجمة جديدة تعود إلى إنسان جاوة (بّي. روبَسْتس، أو بارانثروبوس المتين). في بدايات عام 1939، أخذ فون كونيغزفالد العديد من عينات إنسان جاوة إلى فيدينريتش في بكين، الصين. استنتج العالمان من خلال مقارنة عينات أحفوريات القردة العليا المأخوذة من موقعي سانغيريا وتشوكوتيان إلى أنها كانت قريبة جدًا من بعضها. قررا صرف النظر عن جنس إنسان بكين، وضمّا كل العينات إلى جنس إنسان جاوة. لاحقًا، أُدرج إنسان جاوة ضمن جنس الهومو تحت نوع الإنسان المنتصب.

## وصلات خارجية
- غوستاف هنريك رالف فون كونيغزفالد على موقع الموسوعة البريطانية (الإنجليزية)
- غوستاف هنريك رالف فون كونيغزفالد على موقع مونزينجر (الألمانية)
- Biography of von Koenigswald (بالهولندية)